# Kabinett Kint
Die Exilregierung der Republik Estland unter Ministerpräsident Tõnis Kint („Kabinett Kint“) amtierte vom 1. März 1964 bis zum 8. Mai 1971. Sie war nach amtlicher Zählung die 31. Regierung der Republik Estland seit Ausrufung der staatlichen Unabhängigkeit 1918 und die dritte estnische Exilregierung nach der Besetzung der Estlands durch die Sowjetunion während des Zweiten Weltkriegs. Die Regierung blieb 2625 Tage im Amt.

## Regierungsbildung
Am 29. März 1963 starb im Exil in Stockholm das amtierende estnische Staatsoberhaupt August Rei (1886–1963). Das Amt übernahm nach Artikel 46 der estnischen Verfassung von 1938 am selben Tag der bisherige amtierende Ministerpräsident, Aleksander Warma (1890–1970). Gleichzeitig übernahm nach Artikel 52 der Verfassung das älteste Mitglied des bisherigen Kabinetts geschäftsführend die Aufgaben des Ministerpräsidenten. Dies war Tõnis Kint (1896–1991). Am 2. April 1963 ernannte Präsident Warma Tõnis Kint zum amtierenden Ministerpräsidenten und Arvo Horm zum geschäftsführenden Außenminister.
Tõnis Kint bildete im März 1964 eine neue Exilregierung unter seiner Führung.

## Kabinettsmitglieder
| Ressort                            | Name           | Amtszeit                      |
| ---------------------------------- | -------------- | ----------------------------- |
| Ministerpräsident                  | Tõnis Kint     | 1. März 1964 – 8. Mai 1971    |
| Justizminister im Exil             | Peeter Panksep | 1. März 1964 – 1. August 1970 |
| Außenminister im Exil              | August Koern   | 1. März 1964 – 8. Mai 1971    |
| Bildungsminister im Exil           | Elmar Järvesoo | 1. März 1964 – 8. Mai 1971    |
| Sozialminister im Exil             | Ivar Grünthal  | 1. März 1964 – 8. Mai 1971    |
| Innenminister im Exil              | Aksel Mark     | 1. März 1964 – 8. Mai 1971    |
| Verkehrsminister im Exil           | Juhan Käis     | 1. März 1964 – 8. Mai 1971    |
| Wirtschaftsminister im Exil        | Arvo Horm      | 1. März 1964 – 8. Mai 1971    |
| Landwirtschaftsminister im Exil    | Tõnis Kint     | 1. März 1964 – 8. Mai 1971    |
| Amtierender Kriegsminister im Exil | Tõnis Kint     | 1. März 1964 – 8. Mai 1971    |

## Regierungshandeln
Unter dem amtierenden Staatspräsidenten Aleksander Warma agierte die Exilregierung unter Tõnis Kint weitgehend unauffällig.
Im Herbst 1963 richteten Warma und Kint ein Schreiben an das US-amerikanische Außenministerium mit der Bitte, die Exilregierung anzuerkennen. Dieser Bitte kam die US-amerikanische Regierung nicht nach.
Im April 1967 überreichte die Exilregierung ein Memorandum an die britische Regierung. Darin ging es um die Verhinderung einer möglichen Verwertung der vor dem Zweiten Weltkrieg nach Großbritannien ausgelagerten Goldbestände der Eesti Pank zugunsten der Sowjetunion. Auch dieser politische Schritt der Exilregierung war nicht erfolgreich. Am 5. Januar 1968 schlossen Großbritannien und die Sowjetunion ein entsprechendes Abkommen zu Lasten der Republik Estland.